# باول أندريا
باول أندريا هو لاعب هوكي الجليد كندي، ولد في 31 يوليو 1941 في North Sydney, Nova Scotia ‏ في كندا.

## وصلات خارجية
- باول أندريا على موقع دوري الهوكي الوطني (الإنجليزية)
- باول أندريا على موقع قاعة مشاهير الهوكي (لاعب أن.إتش.أل) (الإنجليزية)
- باول أندريا على موقع HockeyDB.com (الإنجليزية)
- باول أندريا على موقع Hockey-Reference.com (الإنجليزية)